# Lepthyphantes mauli
Lepthyphantes mauli là một loài nhện trong họ Linyphiidae.
Loài này thuộc chi Lepthyphantes. Lepthyphantes mauli được Jörg Wunderlich miêu tả năm 1992.